# Bartlomiej Pacuszka
Bartłomiej „Bartek“ Pacuszka (* 25. März 1990 in Warschau) ist ein polnischer ehemaliger Fußballspieler.

## Karriere

### Vereine
Bis 2006 spielte Pacuszka in der Jugend des polnischen Vereins Agrykola Warschau. Anschließend wechselte er nach Enschede und wurde dort in die Voetbalacademie FC Twente/Heracles Almelo, heutige Voetbalacademie FC Twente, aufgenommen. In der Fußballakademie der drei niederländischen Verein FC Twente, Heracles Almelo und Go Ahead Eagles war er zwei Jahre lang aktiv, u. a. konnte er 2007 den Supercup der A-Junioren gewinnen. 2008 wechselte er in die Jugendmannschaft des FC Twente.
Anfang 2009 wurde er in die erste Mannschaft des Vereins geholt, aber sofort an Heracles Almelo bis Saisonende verliehen. Dort gab er am 7. März 2009 sein Debüt in der Eredivisie gegen De Graafschap. Im Mai 2009 gab Almelo bekannt, dass man Pacuszka nicht weiter ausleihen oder verpflichten wird. Er kehrte damit im Sommer 2009 zum FC Twente zurück.
Ein Jahr später wurde sein Vertrag nicht verlängert und er kehrte zurück nach Polen zu Start Otwock. 2015 beendete er dort seine Karriere.

### Nationalmannschaft
Pacuszka spielte für die polnische U-18-Auswahl.